# Bikepolo

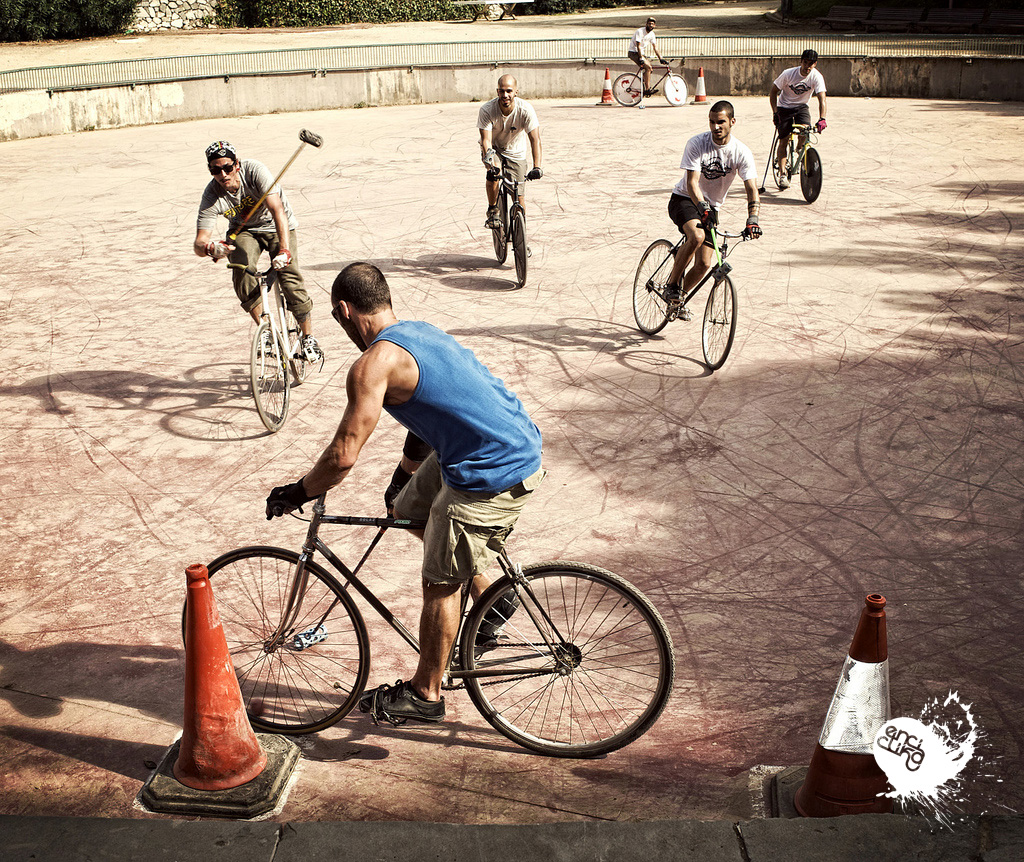
Bikepolo

Bikepolo is teamsport waarbij het polospel gespeeld wordt maar waar de paarden vervangen zijn door fietsen en het speelveld van asfalt is gemaakt. De teams bestaan ofwel uit drie tot uit vijf spelers.
De sport werd in 1891 geïntroduceerd door de Ier Richard J. Mecredy, de eigenaar en redacteur van het tijdschrift Irish Cycling. Het werd eenmalig als demonstratiesport gespeeld op de Olympische Zomerspelen 1908 in Londen; Ierland won in de finale van Duitsland met 3-1.

## Het traditionele spel
Traditioneel bikepolo wordt gespeeld op een rechthoekig grasveld, 150 bij 100 meter officieel, maar tegenwoordig wordt het ook op velden van andere formaten gespeeld. Bovendien kunnen officiële dimensies ongeveer tussen de 120 tot 150 meter in de lengte en 80 tot 100 meter in de breedte beslaan. De slagstok heeft een lengte van 1 meter.
Er zijn 6 spelers (7 in Frankrijk) in een team waarvan er 4 (5 in Frankrijk) op het veld rijden. De andere twee zijn reserve. Internationale wedstrijden worden 30 minuten lang gespeeld, verdeeld in periodes van 7,5 minuten, elk zo'n periode wordt een chukkar genoemd. Net als bij voetbal kan na de reguliere speeltijd een verlenging nodig zijn.